# Vereinsrecht (Frankreich)
In der französischen Rechtswissenschaft bezeichnet Vereinsrecht (droit des associations) das Rechtsgebiet, das sich mit der Gründung und Organisation von Vereinen beschäftigt. Es ist im Code civil und im Gesetz vom 1. Juli 1901 geregelt. Das Gesetz vom 1. Juli 1901 definiert in Artikel 1 einen Verein („association“) als einen privatrechtlichen Vertrag mit mindestens zwei Parteien, der gemeinsame Aktivitäten vorsieht und der ein Ziel hat, das nicht darin besteht, die Erträge aus diesen gemeinsamen Aktivitäten auf die Vertragsparteien zu verteilen.
Ein Verein erhält seine Geschäftsfähigkeit („Capacité juridique“), indem er sich bei der Präfektur anmeldet („Association déclarée“). Dies ist erforderlich, damit er beispielsweise Verträge schließen, ein Bankkonto eröffnen oder Zuschüsse erhalten kann. Das „Agrément“ können Vereine erhalten, denen die öffentliche Verwaltung einen besonderen Nutzen für die Allgemeinheit zutraut. Solche Vereine haben es leichter, öffentliche Zuschüsse zu erhalten und mit Behörden und öffentlichen Einrichtungen zu kooperieren. Eine weitere Stufe stellt die „Habilitation“ dar, die es Vereinen erlaubt, einen „Service public“, also eine öffentliche Dienstleistung zu organisieren.
Große Vereine, deren Aktivitäten sich auf ganz Frankreich erstrecken, können die Reconnaissance d’utilité publique (dt. Anerkennung der Gemeinnützigkeit) erhalten. Der entsprechende Antrag muss vom Innenministerium und vom Staatsrat genehmigt werden. Mit dieser Anerkennung ist nicht nur ein entsprechendes Prestige verbunden, sondern auch das uneingeschränkte Recht, Vermächtnisse und Schenkungen zu erhalten.